# Kool and the Gang (album)
| Recensione              | Giudizio        |
| ----------------------- | --------------- |
| AllMusic                | [ 1 ]           |
| Sputnikmusic            | 3.9 (Excellent) |
| Dizionario del Pop-Rock | [ 3 ]           |

Kool and the Gang è il primo album discografico dell'omonimo gruppo musicale di funk e soul, fu pubblicato dall'etichetta discografica De-Lite Records nel febbraio del 1970.

## Tracce
Lato A
1. Kool & the Gang – 2:54 (Kool & the Gang)
2. Breeze & Soul – 5:29 (Gene Redd Jr., Kool & the Gang)
3. Chocolate Buttermilk – 2:14 (Gene Redd Jr., Kool & the Gang)
4. Sea of Tranquility – 3:34 (Gene Redd Jr., Kool & the Gang)

Lato B
1. Give It Up – 3:40 (Gene Redd Jr., Kool & the Gang)
2. Since I Lost My Baby – 2:08 (Warren Moore, William Smokey Robinson)
3. Kool's Back Again – 2:48 (Gene Redd Jr., Jimmy Crosby, Kool & the Gang)
4. The Gang's Back Again – 2:45 (Gene Redd Jr., Jimmy Crosby, Kool & the Gang)
5. Raw Hamburger – 3:36 (Gene Redd Jr.)

Edizione CD del 1996, pubblicato dalla Mercury Records (532 192-2)
1. Kool & the Gang – 2:57 (Kool & the Gang)
2. Breeze & Soul – 5:29 (Kool & the Gang, Gene Redd Jr.)
3. Chocolate Buttermilk – 2:14 (Kool & the Gang, Gene Redd Jr.)
4. Sea of Tranquility – 3:33 (Kool & the Gang, Gene Redd Jr.)
5. Give It Up – 3:40 (Kool & the Gang, Gene Redd Jr.)
6. Since I Lost My Baby – 2:07 (William Smokey Robinson, Warren Moore)
7. Kool's Back Again – 2:53 (Kool & the Gang, Gene Redd Jr.)
8. The Gang's Back Again – 2:44 (Kool & the Gang, Gene Redd Jr.)
9. Raw Hamburger – 3:37 (Gene Redd Jr.)
10. Let the Music Take Your Mind – 2:58 (Kool & the Gang, Gene Redd Jr.) – Bonus Track

## Formazione
- Robert Kool Bell - basso, voce
- Khalis Bayyan - sassofono tenore, sassofono soprano, flauto contralto, voce
- Dennis D.T. Thomas - sassofono contralto, flauto, percussioni, voce
- Robert Spike Mickens - tromba, flicorno, percussioni, voce
- Ricky West - piano, voce
- Claydes Smith - chitarra
- Woody Sparrow - chitarra
- George Funky Brown - batteria, percussioni, voce[6]

Note aggiuntive
- Gene Redd Jr. - produttore (per la Redd Coach Production), arrangiamenti e conduzione musicale
- Registrazioni effettuate al Bell Sound Studio di New York City, New York
- Malcolm Addey - ingegnere delle registrazioni
- Stephany Music, Delightful Music (Jobette Music) - publishers
- Robert Golden - jacket design
- Gene Redd Jr. e Jerry Bouldin - note retrocopertina album[7]

## Classifica
Album
| Anno | Classifica             | Posizione raggiunta |
| ---- | ---------------------- | ------------------- |
| 1970 | Top R&B/Hip-Hop Albums | 43                  |

Singoli
| Anno | Titolo del brano                       | Classifica            | Posizione raggiunta |
| ---- | -------------------------------------- | --------------------- | ------------------- |
| 1969 | Kool & the Gang                        | Billboard Hot 100     | 59                  |
| 1969 | Kool & the Gang                        | Hot R&B/Hip-Hop Songs | 19                  |
| 1970 | Let the Music Take Your Mind           | Billboard Hot 100     | 78                  |
| 1970 | Let the Music Take Your Mind           | Hot R&B/Hip-Hop Songs | 19                  |
| 1970 | The Gang's Back Again                  | Billboard Hot 100     | 85                  |
| 1970 | The Gang's Back Again/Kools Back Again | Hot R&B/Hip-Hop Songs | 37                  |
| 1970 | The Gang's Back Again                  | Hot R&B/Hip-Hop Songs | 39                  |